# Bandera del Municipio José Tadeo Monagas y Altagracia de Orituco
La Bandera del Municipio José Tadeo Monagas y Altagracia de Orituco fue diseñada por Luis Fermín Torres y Sara Zamora en el año 1993. Esta fue la que se enarboló por primera vez en la Plaza Bolívar el 29 de septiembre de 1993, fecha en la cual fue decretada como Bandera Oficial de Altagracia de Orituco y del Municipio José Tadeo Monagas bajo el Mandato del Alcalde Salomón Gómez Naranjo; y día de las Fiestas Patronales en honor a San Miguel Arcángel. La segunda bandera fue confeccionada en la Casa de Bandera en Caracas. Esta reposa en el Consejo Municipal.
Esta Bandera está conformada por tres franjas; la superior e inferior de forma triangular y la del centro en forma rectangular.
Los Colores que la identifican son:
- Azul: en la parte superior que representan los cielos libres de la región.
- Blanco: en el centro; representa la paz del pueblo.
- Rojo: en la parte inferior representa la libertad y fertilidad del suelo.

En el centro se encuentra:
- El Escudo del Municipio José Tadeo Monagas y Altagracia de Orituco

- Datos: Q97369145